# Вибухи в Багдаді у січні 2017 року
Вибухи в Багдаді у січні 2017 року — серія із восьми терактів у столиці Іраку Багдаді, які відбулися з 31 грудня 2016 по 8 січня 2017 року. Відповідальність за них взяла терористична організація «Ісламська держава» (ІД) в ході Громадянської війни в Іраку, що триває з 2014 року.
Внаслідок вибухів загинуло щонайменше 118 людей та мінімум 249 було поранено.

## Вибухи

### 31 грудня
Серія почалась 31 грудня 2016 року.
Щонайменше 25 людей загинули, а більш ніж 50 отримали поранення внаслідок двох вибухів, що стались в районі Синак, що в центрі Багдада.

### 2 січня
Загинуло 56 людей і поранено понад 120 через вибух трьох автомобілів, начинених вибухівкою терористами-смертниками в районі Мадінат-ес-Садр, який населяють переважно шиїти, а також за лікарнями Кінді й імама Алі. Серед загиблих — троє поліцейських.
Президент Франції Франсуа Олланд перебував у місті під час цього терористичного нападу.

### 5 січня
Загалом загинули 14 осіб та 15 поранені внаслідок двох вибухів у Багдаді.
Спочатку вибухнув начинений вибухівкою автомобіль поряд з мечеттю у східному районі Аль-Обейді. Внаслідок вибуху загинули щонайменше шестеро людей, ще 15 отримали поранення.
Внаслідок другого вибуху в центральному районі столиці Баб аль-Моадхам біля контрольно-пропускного пункту загинуло принаймні 8 людей. Обидві бомби були залишені в припаркованих транспортних засобах.

### 8 січня
Внаслідок двох терактів загинули щонайменше 23 та поранені більше 60 людей.
13 людей загинули та ще понад 50 людей поранені вранці вибухом автомобіля на овочевому ринку в шиїтському районі Багдада. Це вже сьомий вибух за декаду, відповідальність за який взяла на себе «Ісламська держава».
10 осіб загинули та більше 10 поранені в обід, коли терорист-смертник підірвав себе на переповненому ринку в східному районі Баладіят.

## Контекст
Десятки людей гинуть в Багдаді внаслідок терактів, які «Ісламська держава» посилює в рамках своєї кампанію насильства в столиці. В свою чергу 100-тисячний альянс іракських сил розширює свої досягнення стосовно до групи в Мосулі в ході Громадянської війни в Іраку, що триває з 2014 року.
Мосул є останнім великим оплотом «Ісламської держави» в Іраку. Група втратила більшу частину території, яку вона захопила в північній і західній частині Іраку в 2014 році. Відповідно залишення Мосулу, ймовірно, покладе кінець його самозваного халіфату.
Керівник операції Іракської армії генерал-лейтенант Таліб Шагхаті, заявив, що проурядові війська повернули собі близько 70 відсотків східних районів Мосулу завдяки наступу, що розпочався 17 жовтня 2016 року.